# غوستاف شتاينمان
غوستاف شتاينمان (بالألمانية: Johann Heinrich Conrad Gottfried Gustav Steinmann)‏ (و. 1856 – 1929 م) هو عالم نبات، وإحاثي، وأستاذ جامعي من ألمانيا . ولد في براونشفايغ .
وكان عضو في أكاديمية العلوم في الاتحاد السوفياتي، والأكاديمية الروسية للعلوم .
توفي في بون ، عن عمر يناهز 73 عاماً.

## مناصب وهيئات
أدار جامعة بون.